# زینل‌آباد (گراش)
زینل‌آباد () روستایی در دهستان سبزپوش از بخش اَرَد در شهرستان گراش واقع در استان فارس است. این روستا مرکز دهستان سبزپوش است و در فاصلهٔ ۷۰ کیلومتری غرب گراش و ۳۵۰ کیلومتری جنوب شیراز قرار دارد و از طریق جادهٔ لارستان به عسلویه قابل دسترسی است. جمعیت زینل‌آباد در سال ۱۳۹۵، ۶۳۲ نفر گزارش شده‌است که نسبت به سال ۱۳۹۰، دارای رشد ۲٫۸− درصدی بوده‌است. زینل‌آباد از نظر موقعیت جغرافیایی در اقلیم گرم و خشک قرار دارد و از شمال و جنوب و شرق در حصار کوه‌های بهاش و سه‌کلات از رشته‌کوه‌های زاگرس جنوبی واقع شده‌است و از غرب به شهر اَرَد متصل می‌شود.
این روستا با ورود شخصی به نام دهباشی زینل که از گراش تبعید شده بود به همراه جمعی از مردم گراش در دههٔ ۱۳۴۰ ه‍.ق شکل گرفت و به همین دلیل، زینل‌آباد نامیده می‌شود. با این حال نام این منطقه در برخی از سالنامه‌های آماری، «برکهٔ شیخ» ذکر شده‌است. وجود چند اثر تاریخی که قدمت‌شان به درستی مشخص نیست، نشانهٔ حضور و فعالیت‌های انسانی در گذشتهٔ این منطقه است.
بیشتر ساکنان زینل‌آباد، مهاجرانی از گراش هستند که به زبان اچمی با گویش گراشی صحبت می‌کنند. مذهب آن‌ها شیعهٔ دوازده‌امامی است و آرامگاهی معروف به امامزاده سبزپوش در نزدیکی زینل‌آباد واقع شده‌است. این روستا دارای یک دبستان، یک خانهٔ بهداشت، یک زمین چمن مصنوعی، دو مسجد و یک حسینیه است که بیشتر آن‌ها توسط خیرین بومی ساخته شده‌اند. اقتصاد زینل‌آباد بیشتر بر پایهٔ کشاورزی و دامپروری است و زراعت گندم و جو، کشت هندوانه و پرورش محصولات باغی همچون نخل و زیتون، در کنار پرورش بز و گوسفند، از منابع اصلی درآمد ساکنان این روستاست. در کنار این‌ها، اشتغال به صنایع دستی همچون تولید گلیم‌های پشمی و ساخت و تزیین نی قلیان هم در زینل‌آباد رایج است.

## نام و پیشینه
علت نام‌گذاری این روستا به زینل‌آباد به درستی روشن نیست. بنا بر داده‌های شفاهی، این منطقه به دست شخصی به نام زینل، آباد شده‌است و به همین دلیل زینل‌آباد نامیده می‌شود. زینل که از نزدیکان رستم‌خان گراشی بود، در زمان حکومت او بر لارستان به این منطقه تبعید شده بود و به آبادسازی آن پرداخت. عبدالنبی سلامی در گنجینهٔ گویش‌شناسی فارس، شخص کوچیده به این منطقه را دَهباشی زینل نامیده و کوچ او را در اوایل دههٔ ۱۳۴۰ ه‍.ق دانسته‌است. طبق این نوشته، گروهی از مردم گراش به سرکردگی دَهباشی زینل به منطقهٔ زینل‌آباد رفتند و سکونت‌شان در چادر بود. سپس در سال ۱۳۴۱ ه‍.ق زمین‌هایی را از مالکان و خوانین وقت خریدند و به ساختمان‌سازی پرداختند. بعدها گروه‌هایی دیگر نیز از گراش به آنان پیوستند. به نوشتهٔ صلاحی در جامعه‌شناسی گراش، نام قدیمی زینل‌آباد که در سالنامه‌های آماری سال‌های ۱۳۳۵ تا ۱۳۶۵ خورشیدی مرکز آمار ایران ذکر شده‌است، «برکهٔ شیخ» بوده‌است.
زینل‌آباد دارای چند اثر تاریخی است که از آن میان، قلعهٔ گَزْدان شهرت بیشتری دارد و قدمت آن به دوران قاجاریه می‌رسد. دیگر اثر تاریخی این روستا، کاروانسرایی با نام بَنْدِ گِرین است که قدمت آن مشخص نیست. بقایای کاروانسرا و قلعه‌ای با نام قلعهٔ کُهنه و نیز آب‌انباری با نام برکهٔ شیخ در نزدیکی زینل‌آباد وجود دارد که به اعتقاد ساکنان آن، مربوط به دوران حضور زرتشتی‌ها در این مناطق است. از دیگر جاذبه‌های گردشگرپذیر زینل‌آباد، سدها و بندها هستند که عمدتاً در دوران معاصر ساخته شده‌اند. سد «خاکی» و سد «حاج غلامرضا» را می‌توان از میان سدهای زینل‌آباد برشمرد. همچنین قنات‌هایی در زینل‌آباد وجود دارد که قدمت زیادی دارند و امروزه بلااستفاده مانده‌اند.

## ساختار سیاسی
زینل‌آباد مرکز دهستان سبزپوش از بخش ارد در شهرستان گراش است. این روستا به موازات ارتقای گراش به شهرستان در سال ۱۳۸۸، به مرکز دهستان جدید سبزپوش ارتقا یافت. نخستین دهیار زینل‌آباد، علی التفاتی بود که از سال ۱۳۸۷ این مسئولیت را بر عهده داشت. همچنین نخستین دورهٔ شورای اسلامی روستای زینل‌آباد در سال ۱۳۷۸ تشکیل شد که پنج عضو داشت. این شورا در دوره‌های بعد به تناوب با سه و چهار عضو تشکیل شده‌است. زینل‌آباد تنها یک سال و در فاصلهٔ سال‌های ۱۳۹۱–۱۳۹۰ دارای امام جمعه بوده‌است.

## جغرافیا و آب‌وهوا
زینل‌آباد در فاصلهٔ حدود ۱۵ کیلومتری ارد، ۷۰ کیلومتری گراش و ۳۵۰ کیلومتری شیراز قرار دارد. این روستا از غرب به شهر ارد، از شمال به کوه سه‌کلات و از جنوب و شرق به کوه بهاش می‌رسد که از ارتفاعات رشته‌کوه زاگرس جنوبی به حساب می‌آیند. کوه سه‌کلات که به علت شباهت ظاهری برجستگی‌هایش به سه برج یا قلعه به این نام خوانده شده‌است و دو کوه دیگر با نام‌های کلات سرخ بزرگ و کلات سرخ کوچک، ناهمواری‌های اطراف زینل‌آباد را شکل می‌دهند. زینل‌آباد در اقلیم خشک قرار دارد و تابستان‌های آن دارای آب‌وهوای گرم و خشک است. این منطقه و مناطق اطرافش به‌طور کلی و در طول یک سال، دارای تابستانی گرم و طولانی و زمستانی سرد و کوتاه می‌باشند. بهترین فصل زینل‌آباد، فصل بهار است که همزمان با بارش‌های فصلی، رویش سبزی‌ها و گیاهان خوراکی و نیز قارچ و دمبلان در دشت‌های منطقه آغاز می‌شود و مسافرانی را از شهرها و روستاهای اطراف به خود جذب می‌کند. این دشت‌ها مقصد عشایری است که در فصل‌های گرم سال در آن ساکن شده و با آغاز سردی هوا، به مناطق اطراف گراش که هوای گرم‌تری دارد راهی می‌شوند. راه دسترسی این روستا از طریق سه‌راهی اَرَد در جادهٔ ۹۴۵ (لارستان به عسلویه) است که با گذر از روستای گزدان، به زینل‌آباد متصل می‌شود. میانگین ارتفاع این روستا از سطح آب‌های آزاد، ۶۹۷ متر عنوان شده‌است.

## مردم و فرهنگ
بیشتر مردم زینل‌آباد، مهاجرانی هستند که از گراش به آنجا نقل مکان کرده‌اند و اغلب با نام‌های خانوادگی مشابهی چون شمسی، پورشمسی و شیرشمسی شناخته می‌شوند. علت عمدهٔ این مهاجرت‌ها، انجام امور کشاورزی است و مهاجرت معکوس از زینل‌آباد به گراش جهت استفاده از خدمات و امکانات شهری نیز رواج دارد. ساکنان این روستا را از نظر طبقهٔ اجتماعی می‌توان به دو گروه کلی مالکان و کارگران تقسیم کرد. مالکان، صاحب زمین‌های کشاورزی‌اند و در کنار آن‌ها عده‌ای مستأجر نیز به صورت سهامی به کشاورزی می‌پردازند. کارگران اما در کنار محدود تولیدکنندگان مستقل، به کار در زمینه‌های کشاورزی، دامداری و نیز مغازه‌داری مشغول‌اند. جدای از این دو گروه کلی، افرادی هم از طبقهٔ اجتماعی متوسط در زینل‌آباد زندگی می‌کنند.
مردم این روستا به دلیل اصالت گراشی‌شان، به زبان اچمی با گویش گراشی صحبت می‌کنند. در اثر سال‌ها جدایی زینل‌آباد از گراش و نزدیکی بیشتر به مناطق اطراف از جمله روستای گزدان، واژه‌هایی در گویش مردم زینل‌آباد وجود دارد که در گویش گراشی نیست، ولی کماکان نمی‌توان گویش زینل‌آبادی و گراشی را دو گویش مجزا دانست. در واقع گویش زینل‌آبادی، شکل اصیل‌تر و دست‌نخورده‌تر گویش گراشی است. دین مردم زینل‌آباد اسلام است و پیرو مذهب شیعهٔ دوازده‌امامی هستند که فعالیت‌های مذهبی‌شان را در دو مسجد به نام‌های امیرالمؤمنین و ولی‌عصر، و یک حسینیه به نام سیدالشهداء انجام می‌دهند. همچنین آرامگاهی که به نام «امامزاده سبزپوش» شناخته می‌شود، در نزدیکی زینل‌آباد وجود دارد. در سال ۱۳۹۳ طرحی برای بهسازی این امامزاده اجرا شد که طی آن، گنبد و گلدستهٔ آن مکان تکمیل و زائرسرا و شبستان آن ساخته شد. انجام فعالیت‌های فرهنگی و هنری در روستا منحصر به کتابخانه و کانون فرهنگی حسینیهٔ سیدالشهداء است. امکانات آموزشی زینل‌آباد شامل یک دبستان شش‌کلاسهٔ مختلط می‌شود. دانش‌آموزان ساکن این روستا برای ادامهٔ تحصیل در مقاطع راهنمایی و دبیرستان اغلب به آموزشگاه‌های شبانه‌روزی گراش، اوز و ارد مراجعه می‌کنند. همچنین وضعیت بهداشت و امکانات آن در روستا محدود به یک خانهٔ بهداشت است که توسط یک نفر بهیار اداره می‌شود. ورزش در زینل‌آباد رونق چندانی ندارد و تنها دارای دو تیم فوتبال و فوتسال محلی است که در گذشته در زمینی خاکی به نام «میله» یا «کفه صاف» به فعالیت می‌پرداختند. در ۱۸ شهریور ۱۳۹۷ کلنگ ساخت یک زمین چمن مصنوعی در زینل‌آباد به زمین زده شد که پس از حدود سه سال، در ۳۱ تیر ۱۴۰۰ افتتاح گردید. تنها مقام ورزشی این روستا به سال ۱۳۹۱ و نایب‌قهرمانی تیم فوتسال زینل‌آباد در مسابقات منطقه‌ای لارستان برمی‌گردد.
عدم تخصیص بودجه‌های کافی برای توسعهٔ زینل‌آباد و دیگر روستاهای اطرافش در منطقه و درآمد ناچیز دهیاری‌ها، باعث شده‌است که بیشتر امکانات این روستاها توسط افراد محلی و با نیت کارهای خیرخواهانه و عام‌المنفعه انجام شود. این امور در زینل‌آباد به ساخت آب‌انبار، حسینیه، مسجد، مدرسه و خانهٔ بهداشت توسط ساکنان انجامیده‌است.

### جمعیت
بر اساس سرشماری عمومی نفوس و مسکن ایران در سال ۱۳۹۵، جمعیت زینل‌آباد ۶۳۲ نفر بوده‌است که ۳۰۴ نفر مرد و ۳۲۸ نفر زن را شامل می‌شود. همچنین در همان سال، تعداد خانوارهای ساکن در این روستا ۱۶۰ خانوار گزارش شده‌است. با توجه به جمعیت زینل‌آباد در سرشماری سال ۱۳۹۰ که ۶۵۰ نفر گزارش شده بود، این روستا شاهد ۲٫۸− درصد رشد جمعیت خود در بازهٔ سال‌های ۱۳۹۵–۱۳۹۰ بوده‌است. این در حالی است که از سال ۱۳۴۵ که نخستین آمار جمعیت زینل‌آباد با ۱۲۵ نفر ساکن اعلام شده‌است تاکنون، همواره رشد جمعیت آن مثبت بوده‌است. محدودیت‌های پیش روی کشاورزی در این روستا، باعث مهاجرت بخشی از جمعیت زینل‌آباد به شهرهای دور و نزدیک شده‌است.

## اقتصاد و تأسیسات زیربنایی
اقتصاد روستای زینل‌آباد بیشتر بر پایهٔ کشاورزی و دامپروری است. هرچند کم‌آبی، هوای نامساعد و شوری زمین‌ها، کشاورزی را با محدودیت‌هایی مواجه کرده‌است. در بخش کشاورزی، بیشتر سطح زیر کشت روستا مربوط به زراعت گندم، جو، کنجد، صیفی‌جات، یونجه و کلزا است. در زمین‌هایی که با آب چاه آبیاری می‌شوند، محصولات صیفی همچون هندوانه و خربزه هم کاشته می‌شود. همچنین محصولات باغی همچون نخل، مرکبات، زیتون و انجیر، از دیگر محصولات کشاورزی زینل‌آباد است که به دو صورت آبیاری و دیم کشت می‌شوند. فعالیت‌های دامداری در زینل‌آباد بیشتر معطوف به پرورش بز، گوسفند و مرغ است. هرچند در کنار آن پرورش شتر نیز انجام می‌شود. محمدباقر وثوقی، استاد تاریخ دانشگاه تهران، شترداران زینل‌آباد را بازماندهٔ نسل شترداران منطقه در دورهٔ صفوی می‌داند که صادرات اسبها و شترهای‌شان به هندوستان در آن دوره، مطرح بوده‌است. در کنار این‌ها، صنایع دستی هم منبعی دیگر برای درآمدزایی و فعالیت‌های اقتصادی ساکنان زینل‌آباد است. مهم‌ترینِ این فعالیت‌ها، تولید گلیمهای پشمی، سفره‌های سنتی و ساخت و تزیین نی قلیان است. اما گذشته از کشاورزی، دامپروری و صنایع دستی، اصناف تجاری این روستا در ۱۳۹۴، شامل دو سوپرمارکت، یک مرغ‌فروشی و یک ماهی‌فروشی بوده‌است. همچنین زینل‌آباد از سال ۱۳۷۵ دارای یک معدن گچ بوده‌است که امروزه غیرفعال است. در سال ۱۳۹۰ سدی با گنجایش یک میلیون متر مکعب و با مصالح سنگ و ملات سیمان در زینل‌آباد افتتاح شد که هدف از ساخت آن، تغذیهٔ سفره‌های زیرزمینی و چاه‌ها و نیز مهار سیلاب بود.
لوله‌کشی آب شهری در زینل‌آباد وجود دارد اما آب آن از کیفیت مناسبی برای آشامیدن برخوردار نیست؛ لذا آب آشامیدنی مردم کماکان از منابعی چون آب‌انبارهای قدیمی و جدید تهیه می‌شود. آب مورد نیاز برای کشاورزی هم از چاه‌های دستی و چاه‌های عمیق و نیز از سدها و بندهای خاکیِ دولتی تأمین می‌شود. برق‌رسانی در زینل‌آباد متصل به شبکهٔ برق سراسری است. خدمات و سرویس‌دهی آن تا سال ۱۳۹۰ زیر نظر ادارهٔ برق شهرستان خنج صورت می‌گرفت که پس از آن تا امروز توسط ادارهٔ برق شهرستان گراش انجام می‌شود. لوله‌کشی گاز شهری در این روستا در ۱۸ شهریور ۱۳۹۷ به بهره‌برداری رسید. تا پیش از آن، گازرسانی و تأمین سوخت تنها به وسیلهٔ سیلندرهای گاز صورت می‌گیرد. همچنین یک دفتر آی‌سی‌تی پست در این روستا وجود دارد که زیر نظر ادارهٔ پست شهرستان گراش فعالیت می‌کند. زینل‌آباد دارای مرکز مخابرات ثابت است. علاوه بر آن خدمات تلفن همراه هم تنها برای اپراتور همراه اول ارائه می‌شود و دسترسی به سایر اپراتورها ممکن نیست. زینل‌آباد در خرداد ۱۴۰۰ و از طریق شبکهٔ پهن‌باند سیار همراه اول به شبکهٔ ملی اطلاعات پیوست و دسترسی به اینترنت برای مردم آن فراهم شد.